# 日本蜘蛛学会
日本蜘蛛学会（にほんくもがっかい、Arachnological Society of Japan）は、蛛形類と多足類に関する研究や情報交換を目的とした学会である。1936年に設立。会員数は約300名。
主な活動は、会誌の発行、大会の開催などである。

## 概要
日本におけるクモの研究者の団体である。世界で最初のクモ類の学会で、長らく世界唯一の蜘蛛学会であった。設立時の名は東亜蜘蛛学会であった。寄贈書をはじめクモ学関係の別刷や雑誌等を所蔵、また小松敏宏の蔵書を保管している。

## 歴史
- 1936年：発会。当時の名は『東亜蜘蛛学会』であり、当時世界で唯一のクモの学会であった。会長は福井正夫。会報「Acta Arachnologica」の発行開始。

## 出版物
会誌
- 『Acta Arachnologica』、ISSN 0001-5202。

1936年創刊。主として欧文のオリジナル論文を掲載。
- “Acta Arachnologica [オンライン版]” (2004年7月). 2018年6月13日閲覧。　第53巻1号よりオンライン版を発行。

ニュースレター
- 『遊絲（ゆうし）』。

1997年11月25日創刊。
- 『Atypus』、ISSN 0287-4075。

1952年11月創刊、会誌的内容を掲載。1992年まで。
書籍
- 吉田哉『日本産ヒメグモ科総説』日本蜘蛛学会、2003年。 NCID BA6903067X。　[The spider family theridiidae (Arachnida:Araneae) from Japan]
- 谷川明男『日本産コガネグモ科ジョロウグモ科アシナガグモ科のクモ類同定の手引き』日本蜘蛛学会、茨木市、2007年。ISBN 9784990144999。　[An Identification Guide to the Japanese Spiders of the Families Araneidae, Nephilidae and Tetragnathidae]
- 新海 明、安藤昭久、谷川明男『県別クモ類分布図 Ver.2008』日本蜘蛛学会、2008年。

## 歴代会長
- 福井玉夫 (1936–1969)[注釈 2]
- 八木沼健夫 (1970–1971)[注釈 3]
- 八木沼健夫 (1972–1987)
- 関口晃一 (1988–1993)
- 西川喜朗 (1994–1999)
- 吉田真 (2000–2005)
- 鶴崎展巨 (2006–2011)
- 宮下直 (2012–2017)